# أحمد أبو حلاوة
أحمد أبو حلاوة (1 يناير 1985- ) هو لاعب كرة قدم أردني، يلعب كقلب دفاع في النادي الأهلي وسبق له أن لعب في عدة أندية وهي:
- نادي اليرموك 2005 - 2011
- نادي الوحدات 2011 - 2013
- ذات راس 2013 - الآن.

## روابط خارجية
- أحمد أبو حلاوة على موقع Soccerway.com (الإنجليزية)
- أحمد أبو حلاوة على موقع كووورة